# Ingela Nilsson
Britt Ingela Nilsson, född 16 juni 1970, är en svensk klassisk filolog.
Nilsson disputerade vid Göteborgs universitet 2001 med avhandlingen "Erotic pathos, rhetorical pleasure: narrative technique and mimesis in Eumathios Makrembolites' Hysmine & Hysminias".
Hon blev professor i grekiska på Uppsala universitet med särskild inriktning mot bysantinsk litteratur och narratologi 2010. Hon invaldes som ledamot av Kungliga Vitterhetsakademien 2017.